# 加洛德納湖

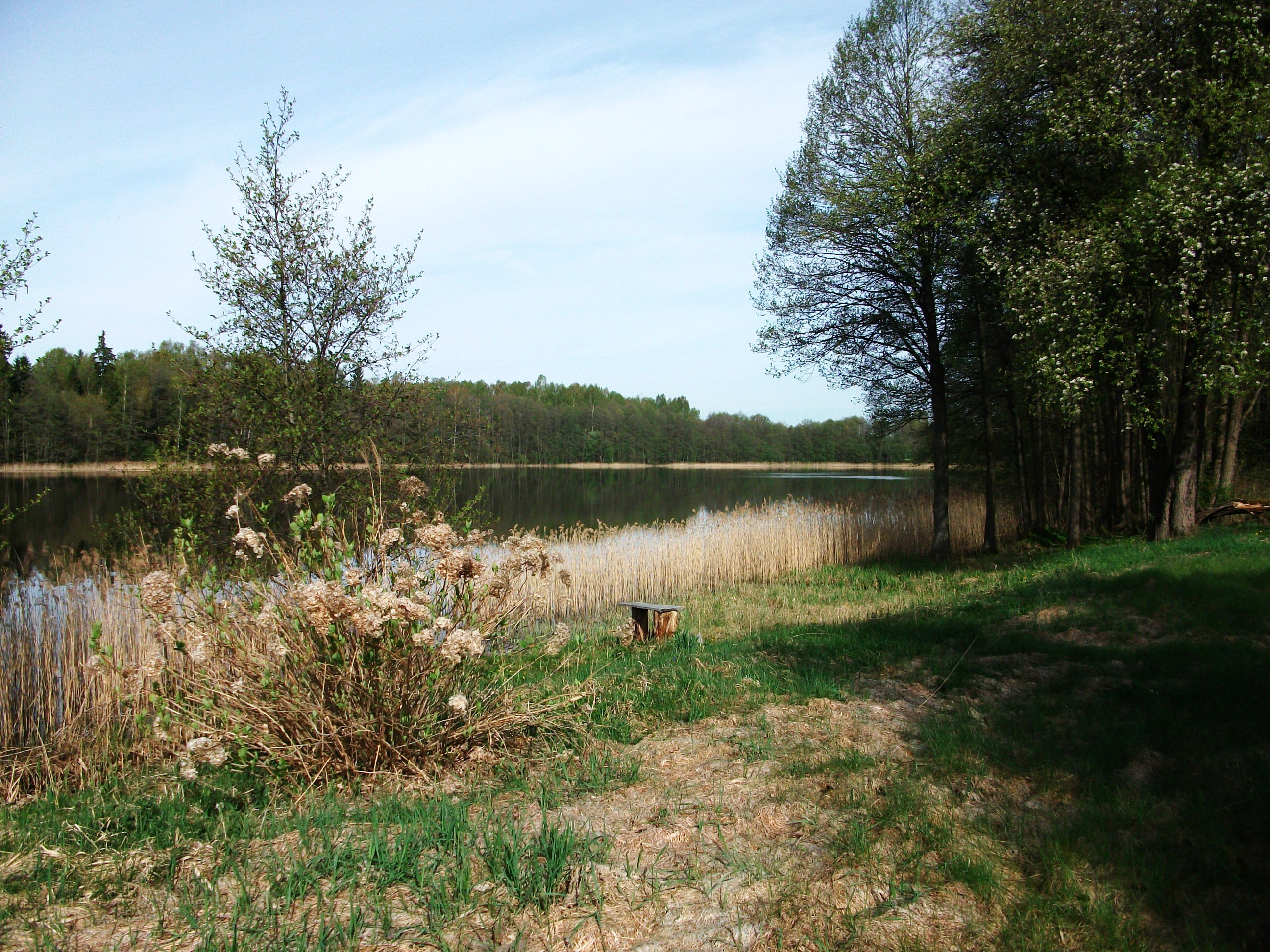
加洛德納湖

加洛德納湖（白俄羅斯語：Галодна）是白俄羅斯的湖泊，位於奧斯特羅韋茨東北34公里，由格羅德諾州負責管轄，長0.78公里、寬0.25公里，面積0.14平方公里，集水區面積4.3平方公里，湖岸線長度1.81公里，最大水深21米。